# علاج السمنة
يمكن  لعلاج السمنة أن يشمل تغيرات في نمط الحياة أو يشمل الأدوية أو حتى الجراحة، لكن العلاج الأساسي للسمنة يتألف من اتباع نظام غذائي وممارسة الرياضة البدنية، وقد تؤدي الحميات الغذائية إلى إنقاص الوزن على المدى القصير لكن الحفاظ على هذا الوزن غالبًا ما يكون صعبًا وعادةً ما يتطلب حميات منخفضة السعرات الحرارية بالإضافة إلى التمارين الرياضية بصفتهما جزءين دائمين من حياة الفرد،
```
وتشكل معدلات النجاح في المحافظة على فقدان الوزن لفترة طويلة خلال تغيرات نمط الحياة نسبة ضئيلة تتراوح بين 2%إلى 20%، وكما أن عاملي التغيرات الغذائية وتغيرات نمط الحياة من العوامل المؤثرة في الحد من زيادة الوزن المفرطة خلال فترة 
الحمل
 وتحسين النتائج لكل من الأم والطفل؛
[
2
]
 لذلك توصي 
المعاهد الوطنية للصحة
 إلى وضع خطة لإنقاص الوزن الحالي للشخص من 5% إلى 10% خلال ستة أشهر.
[
3
]
```

دواء (أورليستات) هو أحد الأدوية المتاحة في الوقت الحالي والمُوافق على استخدامها على المدى البعيد، ولكن مع ذلك فإن معدلات فقدان الوزن الناتجة عنه ضئيلة وتعادل 2.9 كجم (6.5 رطل) ما بين العام والأربعة أعوام، وهناك معلومات محدودة حول كيفية تأثير هذه الأدوية على مضاعفات السمنة على المدى البعيد؛ فيرتبط استخدامه بارتفاع معدلات حدوث الآثار الجانبية المعديّة المعوية.
تعد العملية الجراحية العلاج الأكثر فاعلية لعلاج السمنة وترتبط جراحة السمنة المفرطة بفقدان الوزن على المدى البعيد وانخفاض الوفيات الإجمالية، وقد أظهرت إحدى الدراسات أن مقدار فقدان الوزن يتراوح بين 14% و25% خلال 10 سنوات -تبعًا لنوع العملية التي أُجريت- وانخفاض بنسبة 29% في جميع أسباب الوفيات إذا ما قورنت مع إجراءات فقدان الوزن الاعتيادية.
توصلت دراسة أجريت عام 2007م إلى أن بعض المجموعات الفرعية مثل النساء والأشخاص المصابين بالنوع الثاني من داء السكري يُبدون تحسنًا على المدى البعيد في معدلات أسباب الوفيات، في حين لا يبدو أن نتائج الرجال قد تحسنت مع فقدان الوزن، وأظهرت دراسة لاحقة وجود تحسن في معدلات الوفيات الناجمة عن إنقاص الوزن المتعمد لدى أولئك الذين يعانون من السمنة المفرطة.

## اتباع نظام غذائي
تنقسم الوجبات الغذائية التي تعزز فقدان الوزن عمومًا إلى أربعة أقسام: قليلة الدسم ومنخفضة الكربوهيدرات ومنخفضة السعرات الحرارية وسعرات حرارية منخفضة للغاية، وقد أظهرت نتائج التحليل لستة تجارب عشوائية خاضعة للمراقبة أنه لا فرق بين الأنواع الثلاثة الأساسية للوجبات الغذائية (منخفضة السعرات الحرارية ومنخفضة الكربوهيدرات وقليلة الدسم) لفقدان 2 -4 كجم (4.4 -8.8 رطل) من الوزن في جميع الدراسات، وأسفرت هذه الطرق الثلاث عن انخفاض متماثل للوزن خلال عامين بغض النظر عن العناصر الغذائية المؤكد عليها؛ كما لا يبدو أن الوجبات الغذائية الغنية بالبروتين تُحدث أي فرق، بالإضافة إلى أن الوجبات الغذائية الغنية بالسكريات البسيطة كتلك السكريات الموجودة في المشروبات الغازية فإنها تزيد من الوزن.
تزوّد الوجبات الغذائية ذات السعرات الحرارية المنخفضة 200-800 كيلو كالوري لليوم مما يحافظ على كميات البروتين ويحد من السعرات الحرارية لكل من الدهون والكربوهيدرات، وتعرض هذه الوجبات الجسم إلى الجوع (ويمكن اتقاء الجوع بتناول قليل من الزبادي) ؛ وتنتج متوسط أسبوعي لفقد في الوزن يتراوح بين 1.5 و2.5 كجم (3.3-5.5 رطل)، مع ذلك فلا يُنصح باتباع بعض الحميات الغذائية الغير مناسبة، حيث بعضها قد يكون مرتبطة بالآثار الجانبية السلبية مثل فقدان الكتلة العضلية، أو خطر الإصابة بالنقرس، و وبعضها قد يحدث اضطرابات الكهرل (اضطراب سوائل الجسم) ؛ لذلك ينبغي على الأشخاص الذين يريدون اتباع نظام غذائي معين أن يستشيروا الطبيب عن كثب لمنع حدوث المضاعفات. ويسير برنامج خفض الوزن على نحو سوي.

## ممارسة التمارين الرياضية
تستهلك العضلات الطاقة المستمدة من كل من الدهون والجليكوجين عند ممارسة الحركة وعدم الجلوس باستمرار. فإن المشي والجري وركوب الدراجات والسباحة من أكثر طرق الحركة فعالية لتقليل الدهون في الجسم، ومنها مثلا طلوع السلم بدلا من استخدام الاسانسير. كما أن التمرين الرياضي فهو فعال أيضا ويؤثر على توازن العناصر الغذائية فإنه أثناء ممارسة تمرين معتدل -أي ما يعادل المشي السريع - تُستخدم الدهون كوقود، ولتحافظ على صحتك توصي جمعية القلب الأمريكية بممارسة تمرين معتدل لمدة 30 دقيقة على الأقل لمدة 5 أيام في الأسبوع؛ وعلى العموم أي حركة تقوم بها فهي تستهلك من الدهون.وعلاوة على أن المشي مثلا يستهلك دهونا فهو يساعد أيضا على الهضم وحركة الأمعاء ؛ ويساعدك على نوم هاديء، والتخلص من إجهاد نفسي.
وجدت مؤسسة (كوكرين) أن التمارين بمفردها أدت إلى تقليل محدود للوزن، إلا أن اتباع نظام غذائي جنبًا إلى التمارين أدى إلى انخفاض 1 كيلو جرام أكثر من اتباع نظام غذائي بمفرده. وقد لُوحظ انخفاض في الوزن قدره 1.5 كجم (3.3 رطل) مع ممارسة قدر أكبر من التمارين. وعلى الرغم من أن التمارين الرياضية التي يتبعها عامة السكان لها تأثيرات متواضعة فحسب إلا أنه يوجد منحنى الجرعة مقابل الاستجابة الذي يشير إلى أن التمارين الرياضية المكثفة قد تؤدي إلى خسارة كبيرة للوزن؛ فخلال 20 أسبوعًا من التدريب العسكري الأساسي ودون وجود قيود غذائية فقد المجندون ذو الوزن الكبير ما يعادل 12.5 كجم (28 رطل)؛ لذلك تبدو المستويات المرتفعة من النشاط البدني ضرورية للمحافظة على إنقاص الوزن. ويعد عداد الخطا مفيدًا للتحفيز، وعلى مدى 18 أسبوعًا في المتوسط من النشاط البدني ارتفع إلى 27% ونتج عنه انخفاضًا في مؤشر كتلة الجسم ليصل إلى 0.38.
لقد تبين مدى فاعلية اللافتات التي تشجع على استخدام السلالم بالإضافة إلى الحملات المجتمعية في زيادة عدد السكان الذين يمارسون التمارين الرياضية، فعلى سبيل المثال تغلق مدينة بوغوتا كولومبيا -عاصمة كولومبيا- 113 كيلو مترًا (70 ميلًا) من الطرق كل يوم أحد وفي أيام العطلات؛ لجعل التمارين أيسر لمواطنيها، وتعد مناطق المشاة هذه جزءًا من الجهود لمكافحة الأمراض المزمنة بما في ذلك السمنة، ولحل هذه القضية فرضت مدرسة ابتدائية في أستراليا الفصول الدراسية وقوفًا في عام 2013م.

## برامج إنقاص الوزن
غالبًا ما تعزز برامج إنقاص الوزن تغيرات نمط الحياة وتغير نظام الغذاء، وقد يشمل ذلك تناول وجبات أصغر، وتقليل أصناف معينة من الطعام، وبذل جهد كبير لممارسة المزيد من التمارين، وكما تمكن هذه البرامج أيضًا الأشخاص من التواصل مع مجموعة من الآخرين الذين يسعون إلى إنقاص الوزن، على أمل أن يبني المشاركون علاقات تحفيز وتشجيع متبادل.
هناك العديد من البرامج الشائعة مثل: مراقب الوزن، وجلسة مدمني الطعام المجهولين، وبرنامج جيني كريغ، ويبدو أن هذه البرامج تساعد في تحقيق خسارة محدودة للوزن (2.9 كجم، أي: 6.4 رطل) أكثر من اتباع نظام غذائي ذاتي (0.2 كجم، أي: 0.44 رطل) على مدار عامين، ولم تثبت البرامج التي تعتمد على الإنترنت فعاليتها بعد.
قدمت الحكومة الصينية عددًا من «الأماكن لإنقاص الوزن» حيث يذهب الأطفال الذين يعانون من السمنة المفرطة إليها لممارسة التمارين المعززة، وقد سنت الحكومة قانونًا يلزم الطلاب بممارسة التمارين أو الرياضة لمدة ساعة يوميًا في المدرسة (انظر السمنة في الصين).
نجد في البيئات المنظمة أن 67% من الأشخاص الذين فقدوا أكثر من 10% من كتلة الجسم واصلوا في إنقاص وزنهم بعد ذلك بعام واحد، ويمكن الحفاظ على متوسط نقص الوزن لما يعادل أكثر من 3 كجم (6.6 رطل) أو 3% من إجمالي كتلة الجسم لمدة خمسة أعوام.

## العلاج

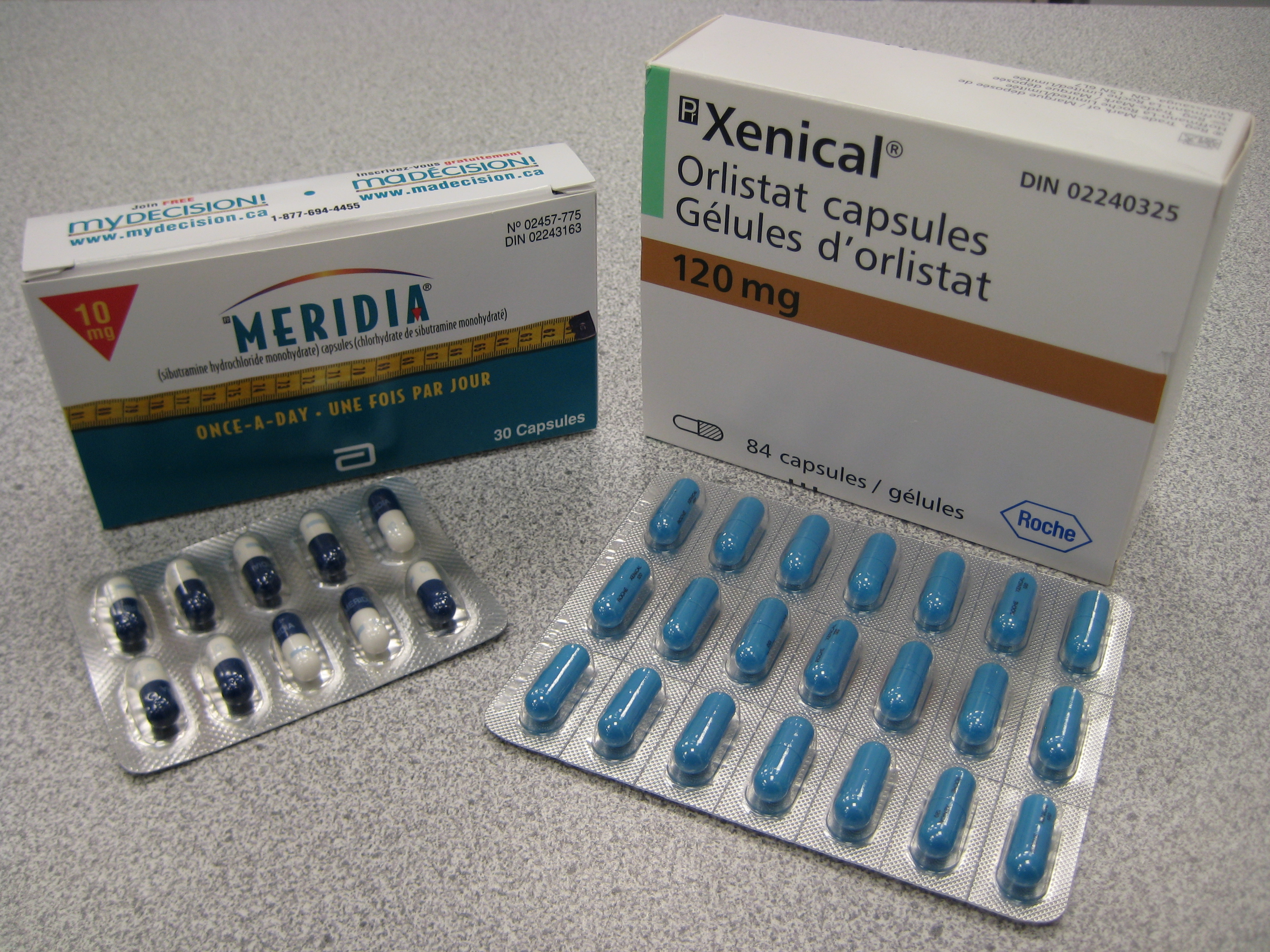
أورليستات (زينكال) هو الدواء الأكثر استخدامًا لعلاج السمنة، ودواء سيبوترامين المعروف باسم (Meridia) هو دواء مسحوب من السوق نتيجة لأعراضه الجانبية على القلب والأوعية الدموية.

لقد صدرت الموافقة من هيئة الغذاء والدواء في الوقت الحالي على العديد من الأدوية المضادة للسمنة التي تستخدم على المدى الطويل، فدواء (أورليستات) يقلل من امتصاص الدهون المعوية عن طريق تنشيط إنزيم الليباز في البنكرياس، وقد لُوحظ أن دواء (لوركاسيرين) فعال لعلاج السمنة الذي يحقق خسارة للوزن قدرها 5.8 كجم خلال عام واحد مقابل 2.2 كجم عند استخدام علاج وهمي (بلاسيبو)، وقد أصدرت هيئة الغذاء والدواء الموافقة على استخدامه لعلاج السمنة ولكن آثاره الجانبية قد تتضمن متلازمة السيروتونين.
كما وافقت هيئة الغذاء والدواء على استخدام دواء (إكسيميا) المركب من العلاجين فينترمين وتوبيراميت بالإضافة إلى اتباع نظام غذائي منخفض السعرات الحرارية وممارسة التمارين لعلاج السمنة المزمنة، وهناك دواء آخر قد سُحب من السوق يسمى ريمونابانت وهو معروف باسمه التجاري (Acomplia)، يعمل هذا الدواء عن طريق حصار محدد لنظام (endocannabinoid)، وقد اُكتشف من خلال معرفة أن مدخني القُنّب غالبًا ما يتعرضون للجوع، الذي يشار إليه غالبُا باسم «الوجبة الخفيفة»، وقد اُعتمد في أوروبا لعلاج السمنة لكنه لم يتلقَ الموافقة في الولايات المتحدة ولا في كندا نتيجة لمخاوف متعلقة بالسلامة، وأوصت الوكالة الأوروبية للأدوية في أكتوبر 2008م بإيقاف بيع دواء ريمونابانت لأنه كما يبدو فإن مخاطره أكبر من منافعه، وكذلك لقد سُحب دواء سيبوترامين (Meridia)  من المملكة المتحدة في يناير 2010م، وفي أسواق الولايات المتحدة وكندا في أكتوبر 2010م بسبب المخاوف المتعلقة بالقلب والأوعية الدموية، ويعمل هذا الدواء في الدماغ على منع تعطيل النواقل العصبية فبالتالي يقلل الشهية.
إن فقدان الوزن عن طريق هذه الأدوية يحقق نسبة متواضعة، ولكن يبلغ متوسط فقدان الوزن على المدى الأبعد عند استخدام أورليستات 2.9 كجم (6.4 رطل)، وأما سيبوترامين فيبلغ 4.2 كجم (9.3 رطل) وريمونابانت 4.7 كجم (10 رطل)، ويؤدي كل من أورليستات وريمونابانت إلى الإصابة بداء السكري بمعدلات منخفضة، ولجميع هذه الأدوية بعض التأثير على الكوليسترول، ومع ذلك هناك معلومات محدودة حول كيفية تأثير هذه الأدوية على مضاعفات السمنة أو النتائج طويلة الأجل، وقد اُكتشف في عام 2010م أن سيبوترامين يزيد من خطر الإصابة بالنوبات القلبية والسكتات الدماغية للأشخاص الذين لديهم تاريخ مرضي لأمراض القلب والأوعية الدموية.
هناك العديد من الأدوية الأقل شيوعًا، وقد أُصدرت الموافقة على استخدام بعضها على المدى القصير ولكن البعض الآخر يستخدم استخدامًا غير مصرح به، بيد أن آخرين ما زالوا يستخدمون تلك الأدوية استخدامًا غير قانوني، ومعظمها مثبطات للشهية تعمل على واحدة أو أكثر من الناقلات العصبية، وصرحت هيئة الغذاء والدواء بالموافقة على استخدام دواء أمفيتامين وفينديميترازين وفينترمين وأمفيبرامون على المدى القصير ولكن يُستخدم دواء بويروبيون وتوبيرامات وزونيساميد من غير تصريح، ويعد هرمون اللبتين البشري المؤتلف فعالًا للغاية للأشخاص الذين يعانون من السمنة بسبب النقص الخَلقي في هرمون اللبتين السليم وذلك من خلال تقليل الطاقة المستهلكة وإمكانية زيادة الطاقة المنصرفة، ومع ذلك فإن هذه الحالة نادرة وهذا العلاج غير مجدٍ لتحقيق خسارة في الوزن لدى غالبية المصابين بالسمنة، وهو قيد التحقيق لتحديد ما إذا كان يساعد في الحفاظ على خسارة الوزن أم لا.
تعتمد فائدة بعض الأدوية على الأمراض المصاحبة، فمثلًا يُفضل استعمال دواء ميتفورمين لمرضى السكري الذين يعانون من السمنة لأنه قد يؤدي إلى فقدان معتدل للوزن بالمقارنة مع دواء سلفونيليوريا وهرمون الإنسولين، ومن ناحية أخرى فإن دواء ثيازوليدينديون قد يسبب زيادة في الوزن ولكنه يقلل السمنة المركزية، ويحقق مرضى السكري أيضًا خسارة متواضعة في الوزن عند استخدام فلوكلسيتين وأورليستات وسيبوترامين خلال 12-57 أسبوعًا إلا أن الأدلة الأولية وجدت عددًا كبيرًا من الذين يعانون من أمراض القلب والأوعية الدموية يتناولون دواء سيبوترامين مقابل المراقبة (11.4% مقابل 10%)، ولا تزال الفوائد الصحية طويلة المدى غير واضحة لهذه العلاجات.
لقد سُحب من السوق كل من فينفلورامين وديكسفينفلورامين في عام 1997م، في حين أُخرج إفيدرين من السوق (وهو موجود في الأعشاب الطبية التقليدية الصينية Má huángry الذي يُصنع من نبتة الإليفيدرا سينيكا) وذلك في عام 2004م، وعلى الرغم من الافتراض بأن مكملات فيتامين د قد تكون علاجًا فعالًا للسمنة إلا أن الدراسات لا تدعم ذلك.

## الجراحة
جراحات علاج البدانة «جراحة لفقدان الوزن» هي اللجوء إلى التدخل الجراحي لعلاج السمنة، ونظرًا لأن كل عملية قد تصاحبها بعض المضاعفات يُوصى بإجراء العملية الجراحية فقط للأشخاص الذين يعانون من السمنة المفرطة (مؤشر كتلة الجسم>40) والذين فشلوا في إنقاص الوزن بعد تعديل النظام الغذائي وبعد العلاج الدوائي، وتعتمد جراحة إنقاص الوزن على عدة مبادئ، فالأسلوبان الأكثر شيوعًا هما: تقليل حجم المعدة (على سبيل المثال ربط المعدة بحزام قابل للتعديل، وتدبيس المعدة) مما ينتج عنه شعور مبكر بالشبع، وأيضًا تقليل طول الأمعاء التي تلامس الطعام (على سبيل المثال جراحة المجازة المعدية أو عملية جراحية بالمنظار لتجويف الاثني عشر) مما يقلل الامتصاص مباشرة، ويمكن التراجع عن عمليات تقليل حجم المعدة على عكس عمليات تقصير الأمعاء، ويمكن إجراء بعض العمليات بالمنظار، وتعد المضاعفات الناجمة عن جراحة فقدان الوزن شائعة الحدوث.
ترتبط جراحة السمنة المفرطة بفقدان الوزن على المدى البعيد وانخفاض الوفيات الإجمالية، وقد أظهرت إحدى الدراسات أن مقدار فقدان الوزن يتراوح بين 14% و25% خلال 10 سنوات -تبعًا لنوع العملية التي أُجريت- وانخفاض بنسبة 29% في جميع أسباب الوفيات إذا ما قورنت مع إجراءات فقدان الوزن الاعتيادية، وكما لُوحظ انخفاض ملحوظ في خطر الإصابة بداء السكري وأمراض القلب والأوعية الدموية والسرطان بعد إجراء جراحة لعلاج البدانة، ويحدث فقدان الوزن الملحوظ خلال الأشهر القليلة الأولى بعد الجراحة ويستمر فقدان الوزن على المدى البعيد، وفي إحدى الدراسات كانت هناك زيادة غامضة في أعداد الوفيات الناجمة عن الحوادث والانتحار ولكن ذلك لم يفُق الفائدة من حيث الوقاية من الأمراض، فعند مقارنة الطريقتين الرئيستين فإن عمليات جراحة المجازة المعدية تؤدي إلى إنقاص الوزن بنسبة 30% أكثر من عمليات ربط المعدة بعد سنة من الجراحة، والمجازة الصائمية اللفائفية هي عملية جراحية تجريبية لعلاج السمنة المرضية وذلك عن طريق تغيير مسار الجهاز الهضمي ليتجاوز الأمعاء الدقيقة.
إن تأثيرات شفط الدهون على السمنة ليست معروفة تمامًا، حيث تظهر دراسات محدودة فوائد شفط الدهون بينما لا تظهر أية دراسات أخرى هذه الفوائد، ونتج عن العلاج الذي يتضمن وضع بالون داخل المعدة عن طريق المنظار نتائج واعدة، وأدى أحد أنواع البالونات إلى خسارة للوزن قدرها 5.7 وحدة من مؤشر كتلة الجسم خلال 6 أشهر أو 14.7 كجم (32 رطل)، ويعد استعادة الوزن المفقود أمرًا شائعًا بعد خسارته، ومع ذلك فإن 4.2% من الأشخاص يؤيدون هذه الوسيلة.
وافقت هيئة الغذاء والدواء على محاكاة الأعصاب المزروعة التي تحسن الشعور بالشبع في عام 2015م، أما في عام 2016م فقد وافقت الهيئة على استخدام جهاز علاج للسمنة يمتص الطعام من المعدة إلى خارجها ويقلل من السعرات الحرارية، ومنذ عام 2015م أظهرت تجربة واحدة فقط نتائج واعدة.

## بروتوكولات سريرية
لقد ابتكر معظم العالم الغربي المبادئ التوجيهية للممارسات السريرية في محاولة لمعالجة ارتفاع معدلات السمنة، وقد نشرت كلٌ من أستراليا وكندا والاتحاد الأوروبي والولايات المتحدة حقائق منذ عام 2004م.
تبعًا للمبادئ التوجيهية للممارسات السريرية للكلية الأمريكية للأطباء، تُقدم الوصايات الخمس التالية:
.1 ينبغي تقديم المشورة للأشخاص الذين يعانون من مؤشر كتلة جسم تفوق 30 في النظام الغذائي والتمارين الرياضية وغيرها من التدخلات السلوكية ذات الصلة، وينبغي وضع هدف واقعي لفقدان الوزن.
.2 يمكن تقديم العلاج الدوائي ما لم تتحقق هذه الأهداف، وعلى الشخص أن يكون على علم بإمكانية حدوث آثار جانبية وعدم توفر السلامة طويلة الأمد والحقائق الفعالة.
3. قد يتمثل العلاج الدوائي في سيبوترامين أو أورليستات أو فنترمين أو أمفيبرامون أو فلوكسيتين أو بوبروبيون، ويمكن استخدام أدوية أكثر قوة لحالات السمنة المفرطة مثل أمفيتامين ويمكن استخدام ميثامفيتامين على أساس انتقالي، ولكن الأدلة ليست كافية لتوصية سيرترالين أو توبيرامات أو زونيساميد.
4. يمكن إحالة الأشخاص الذين يعانون من مؤشر كتلة جسم تفوق 40 والذين أخفقوا في تحقيق أهداف فقدان الوزن (مع أو بدون دواء) والذين يصابون بمضاعفات مرتبطة بالسمنة إلى جراحة لعلاج البدانة، وعلى الشخص أن يدرك المضاعفات المحتملة.
5. ينبغي إحالة من يحتاجون إلى جراحة علاج البدانة إلى مراكز مرجعية كبيرة، حيث تشير الدلائل إلى أن الجراحين الذين يجرون هذه العمليات باستمرار يواجهون مضاعفات أقل.
استنتجت المبادئ التوجيهية للممارسات السريرية الصادرة عن فرقة الخدمات الوقائية (JSPSTF) أن الأدلة غير كافية لتوصية الاستشارات السلوكية الروتينية إيجابًا أو سلبًا لتعزيز التغذية الصحية لأشخاص غير محددين في أماكن الرعاية الصحية الأولية، ولكن يوصى بتقديم المشورة الغذائية المكثفة لأولئك الذين يعانون من فرط شحميات الدم وعوامل الخطر المعروفة الأخرى للأمراض المزمنة المرتبطة بالنظام الغذائي وأمراض القلب والأوعية الدموية، يمكن تقديم المشورة المكثفة من أطباء الرعاية الصحية الأولية أو عن طريق الإحالة إلى اختصاصيّي التغذية أو خبراء التغذية.
استحدثت كندا ونشرت مبادئ توجيهية للممارسات مبنية على الأدلة في عام 2006م، وتحاول هذه المبادئ الوقاية من السمنة وإدارتها على كل من المستويين الفردي والسكاني للأطفال والبالغين، ونشر الاتحاد الأوروبي المبادئ التوجيهية للممارسات السريرية في عام 2008م في محاولة لمعالجة ارتفاع معدلات السمنة في أوروبا، واستحدثت أستراليا مبادئ الممارسة عام 2004م.

## الأبحاث
يُجرى اختبار لكتلة بازهر الموجودة في المعدة التي يمكن السيطرة عليها (تهدف الأجسام الغريبة في المعدة القابلة للابتلاع والانتفاخ إلى تقليل حجم المعدة من الداخل)، وقد أدى التداوي بالنالتريكسون بالإضافة إلى البوبروبيون في المرحلة الثالثة من مراحل التجارب السريرية إلى إنقاص الوزن بنسبة 5% إلى 6% مقابل 1% للعلاج الوهمي (بلاسيبو).

## اقرأ أيضا
- TOFI
- تأثير اليويو